# Aune Vihriälä
Aune Esteri Vihriälä, född 24 november 1909, död 19 augusti 1975, var en finländsk sångerska.
1938 gjorde Vihriälä fyra skivinspelningar tillsammans med Reino Armio och Sointu-orkesteri.